# Charles Spencer-Churchill (9e duc de Marlborough)
Pour les autres membres de la famille, voir Famille Spencer.
Charles-Richard-John Spencer-Churchill, né le 13 novembre 1871 à Shimla et mort le 30 juin 1934, 9e duc de Marlborough, connu sous les titres de courtoisie de comte de Sunderland puis de marquis de Blandford, est un militaire et homme politique britannique.

## Biographie
Fils de George Spencer-Churchill, 8e duc de Marlborough, et petit-fils de James Hamilton, 1er duc d'Abercorn, Charles Spencer-Churchill suivit ses études à Winchester College et à Trinity College (Cambridge).
Marlborough entra à la Chambre des lords à la suite de la mort prématurée de son père en 1892. En 1899, il fut nommé Trésorier-payeur général par Lord Salisbury, un poste qu'il occupa jusqu'en 1902, puis sous-secrétaire d'État aux Colonies par Arthur Balfour entre 1903 et 1905 (il fut remplacé dans cette fonction par son cousin germain, le futur Premier ministre Winston Churchill).
Il entra au Conseil privé en 1899. Il exerça de nouveau des fonctions politiques au cours de la Première Guerre mondiale, lorsqu'il fut secrétaire adjoint parlementaire du Conseil de l'agriculture et de la pêche entre 1917 et 1918 dans le gouvernement de coalition de David Lloyd George. Il fit son dernier discours à la Chambre des lords en décembre 1931.
Marlborough fut également Lord Grand Intendant au couronnement du roi Édouard VII en 1902, maire de Woodstock entre 1907 et 1908 et Lord lieutenant de l'Oxfordshire entre 1915 et 1934.
En 1902, il fut fait chevalier de la Jarretière.
Officier des Queen's Own Oxfordshire Hussars, il combattit dans la seconde guerre des Boers en tant que capitaine du personnel dans la Imperial Yeomanry (en) et secrétaire militaire adjoint de Lord Roberts. Il reprit le service actif dans la Première Guerre mondiale, où il servit en tant que lieutenant-colonel de l'état-major.

### Vie familiale

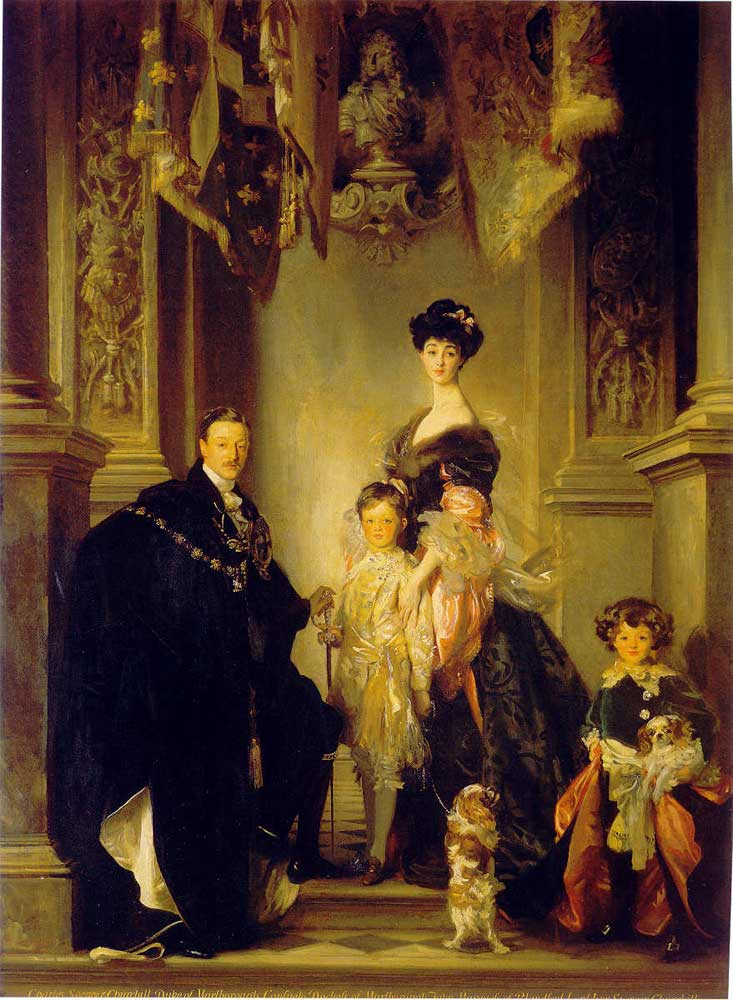
Portrait du 9e duc de Marlborough avec sa famille par John Singer Sargent (1905).

Le 6 novembre 1895, il épouse, en l'église Saint-Thomas de New York, Consuelo Vanderbilt, fille de William Kissam Vanderbilt et d'Alva Erskine Smith.
De ce premier mariage, naissent John Spencer-Churchill, 10e duc de Marlborough et Ivor Spencer-Churchill.
Après avoir divorcé en 1921, il épouse Gladys Deacon, petite-fille de l'amiral Charles H. Baldwin (en).

## Sources
- (en) Cet article est partiellement ou en totalité issu de l’article de Wikipédia en anglais intitulé « Charles Spencer-Churchill, 9th Duke of Marlborough » (voir la liste des auteurs).